# Fouquenies
Fouquenies est une commune française située dans le département de l'Oise en région Hauts-de-France.

## Géographie

### Description

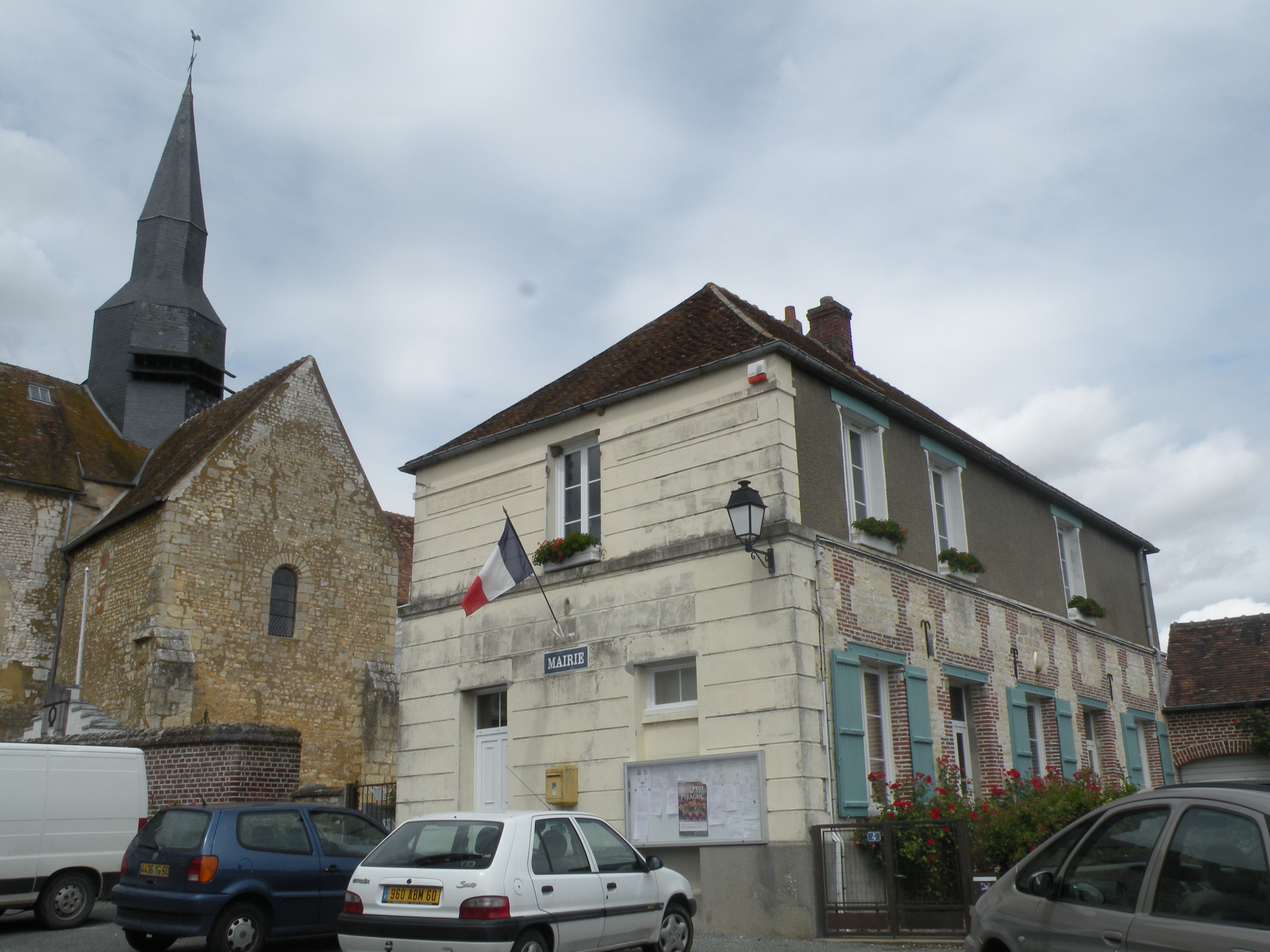
Ambiance du village : mairie et église.

Fouquenies est un village périurbain du beauvaisis de la vallée du Thérain, situé entre le lit de la rivière et la Forêt du Parc de Saint-Quentin et limitrophe au nord-est de Beauvais. Il se trouve à 23 km à vol d'oiseau à l'est de Gournay-en-Bray et 70 km de Rouen, 23 km au sud de Grandvilliers et 50 km au sud-ouest d'Amiens.
Fouquenies est desservie par la RD 616, qui y supporte un trafic 2 600 véhicules/jour en 2021, dont de nombreux camions et relie le village à Beauvais.
Louis Graves indiquait en 1851 que le territoire de Fouquenies «s'avance vers le nord-est jusqu'au lit du Thérain au-dessus duquel le coteau de Montmille est relevé comme une falaise escarpée. Le bois de Saint-Quentin couvre la section méridionale. Le chef-lieu est placé près de la limite orientale à droite de la rivière. C'est un village aggloméré, en pente , renouvelé par de récents incendies ».

### Communes limitrophes
| Herchies                  | Milly-sur-Thérain | Troissereux |
| Pierrefitte-en-Beauvaisis | Fouquenies        |             |
| Le Mont-Saint-Adrien      |                   | Beauvais    |

### Hydrographie

#### Réseau hydrographique
La commune est située dans le bassin Seine-Normandie. Elle est drainée par le Thérain et le canal 01 de la commune de Fouquenies,,.
Le Thérain, d'une longueur de 94 km, prend sa source dans la commune de Gaillefontaine et se jette  dans l'Oise à Saint-Leu-d'Esserent, après avoir traversé 43 communes. Les caractéristiques hydrologiques du Thérain sont données par la station hydrologique située sur la commune de Beauvais. Le débit moyen mensuel est de 5,45 m3/s. Le débit moyen journalier maximum est de 37 m3/s, atteint lors de la crue du 22 mars 2001. Le débit instantané maximal est quant à lui de 39,8 m3/s, atteint le 25 mars 2001.
Plusieurs moulins à eau ont été exploités sur le Thérain, entre Fouquenie et Troissereux.

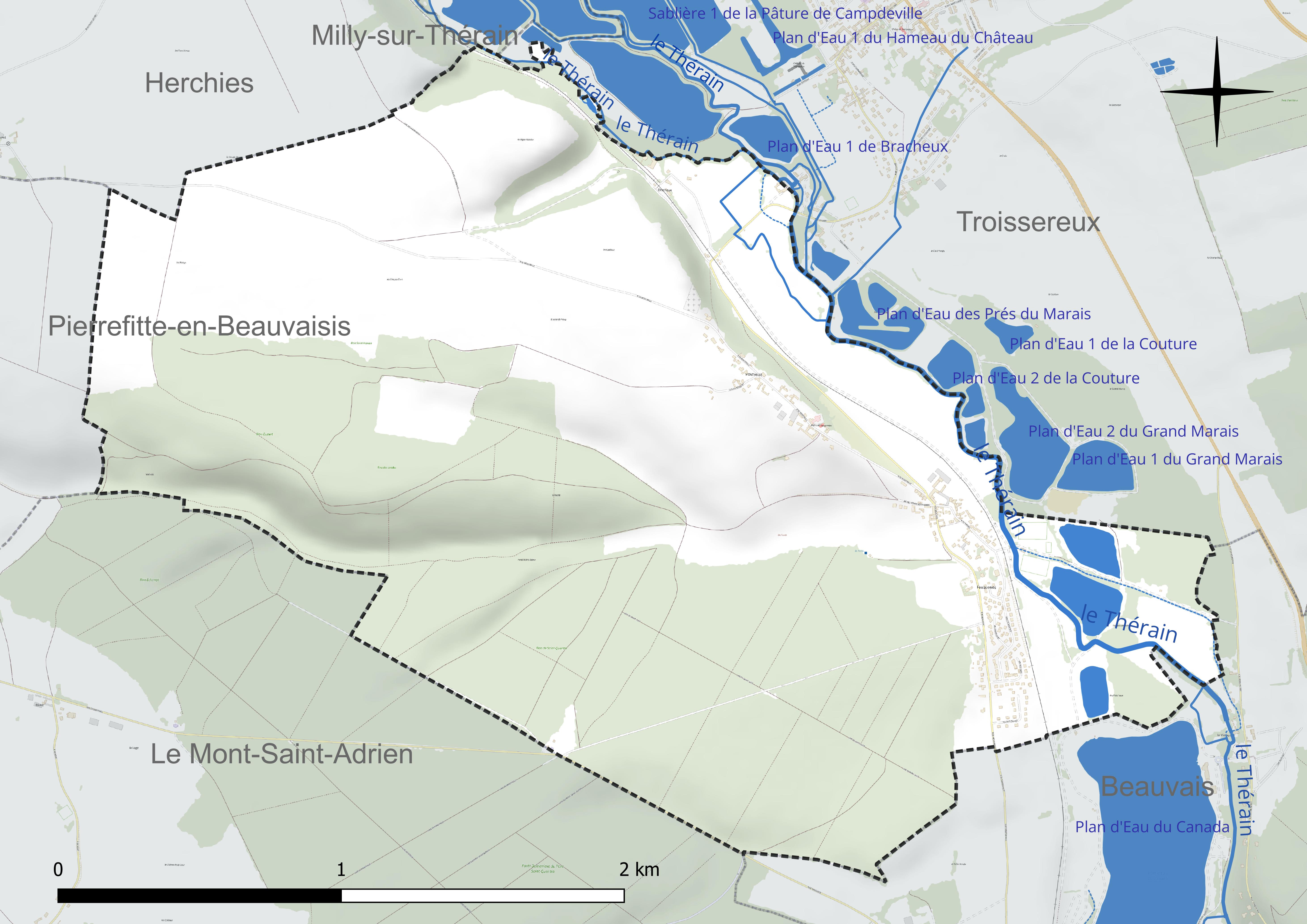
Réseau hydrographique de Fouquenies.

Un plan d'eau complète le réseau hydrographique : le plan d'eau des Prés des Voleurs (3,6 ha),.

#### Gestion et qualité des eaux
Le territoire communal est couvert par le schéma d'aménagement et de gestion des eaux (SAGE) « Sensée ». Ce document de planification concerne un territoire de 1 219 km2 de superficie, délimité par le bassin versant du Thérain. Le périmètre a été arrêté le 27 janvier 2023 et le SAGE proprement dit est, en 2024, en cours d'élaboration. La structure porteuse de l'élaboration et de la mise en œuvre est le syndicat intercommunal de la Vallée du Thérain (SIVT). 
La qualité des cours d'eau peut être consultée sur un site dédié géré par les agences de l'eau et l'Agence française pour la biodiversité. 

### Climat
Pour des articles plus généraux, voir Climat des Hauts-de-France et Climat de l'Oise.
En 2010, le climat de la commune est de type climat océanique dégradé des plaines du Centre et du Nord, selon une étude du CNRS s'appuyant sur une série de données couvrant la période 1971-2000. En 2020, Météo-France publie une typologie des climats de la France métropolitaine dans laquelle la commune est exposée à un climat océanique et est dans la région climatique  Nord-est du bassin Parisien, caractérisée par un ensoleillement médiocre, une pluviométrie moyenne régulièrement répartie au cours de l'année et un hiver froid (3 °C). 
Pour la période 1971-2000, la température annuelle moyenne est de 10,5 °C, avec une amplitude thermique annuelle de 14,2 °C. Le cumul annuel moyen de précipitations est de 687 mm, avec 11,3 jours de précipitations en janvier et 7,8 jours en juillet. Pour la période 1991-2020, la température moyenne annuelle observée sur la station météorologique la plus proche, située sur la commune de Tillé à 5 km à vol d'oiseau, est de 11,0 °C et le cumul annuel moyen de précipitations est de 655,5 mm,. Pour l'avenir, les paramètres climatiques de la commune estimés pour 2050 selon différents scénarios d'émission de gaz à effet de serre sont consultables sur un site dédié publié par Météo-France en novembre 2022.
| Mois                                  | jan.             | fév.             | mars           | avril           | mai             | juin           | jui.           | août           | sep.            | oct.          | nov.             | déc.             | année      |
| ------------------------------------- | ---------------- | ---------------- | -------------- | --------------- | --------------- | -------------- | -------------- | -------------- | --------------- | ------------- | ---------------- | ---------------- | ---------- |
| Température minimale moyenne (°C)     | 1,4              | 1,2              | 3              | 4,4             | 7,9             | 11             | 12,8           | 12,9           | 10,1            | 7,6           | 4,3              | 1,8              | 6,5        |
| Température moyenne (°C)              | 4,1              | 4,5              | 7,3            | 9,8             | 13,2            | 16,4           | 18,6           | 18,6           | 15,4            | 11,7          | 7,4              | 4,5              | 11         |
| Température maximale moyenne (°C)     | 6,7              | 7,8              | 11,6           | 15,2            | 18,6            | 21,8           | 24,4           | 24,4           | 20,6            | 15,7          | 10,4             | 7,1              | 15,4       |
| Record de froid (°C) date du record   | −19,7 28.01.1954 | −16,8 14.02.1956 | −12,1 13.03.13 | −6,9 06.04.21   | −2,4 03.05.21   | 1,2 05.06.1991 | 3,6 08.07.1954 | 3,9 28.08.1974 | −0,5 20.09.1952 | −5 28.10.03   | −10,9 25.11.1956 | −15,7 21.12.1946 | −19,7 1954 |
| Record de chaleur (°C) date du record | 15,6 27.01.03    | 20,4 24.02.1990  | 24,8 31.03.21  | 28,4 18.04.1949 | 31,2 25.05.1953 | 36,9 27.06.11  | 41,6 25.07.19  | 39 06.08.03    | 34,8 15.09.20   | 28,2 01.10.11 | 20,2 01.11.14    | 17 07.12.00      | 41,6 2019  |
| Ensoleillement (h)                    | 595              | 785              | 1 272          | 1 788           | 2 033           | 2 089          | 2 198          | 2 081          | 1 638           | 1 122         | 676              | 546              | 16 822     |
| Précipitations (mm)                   | 53,8             | 44,9             | 45,8           | 44,5            | 60,6            | 53             | 54             | 57,8           | 48,5            | 58,1          | 58,4             | 76,1             | 655,5      |

### Milieux naturels et biodiversité

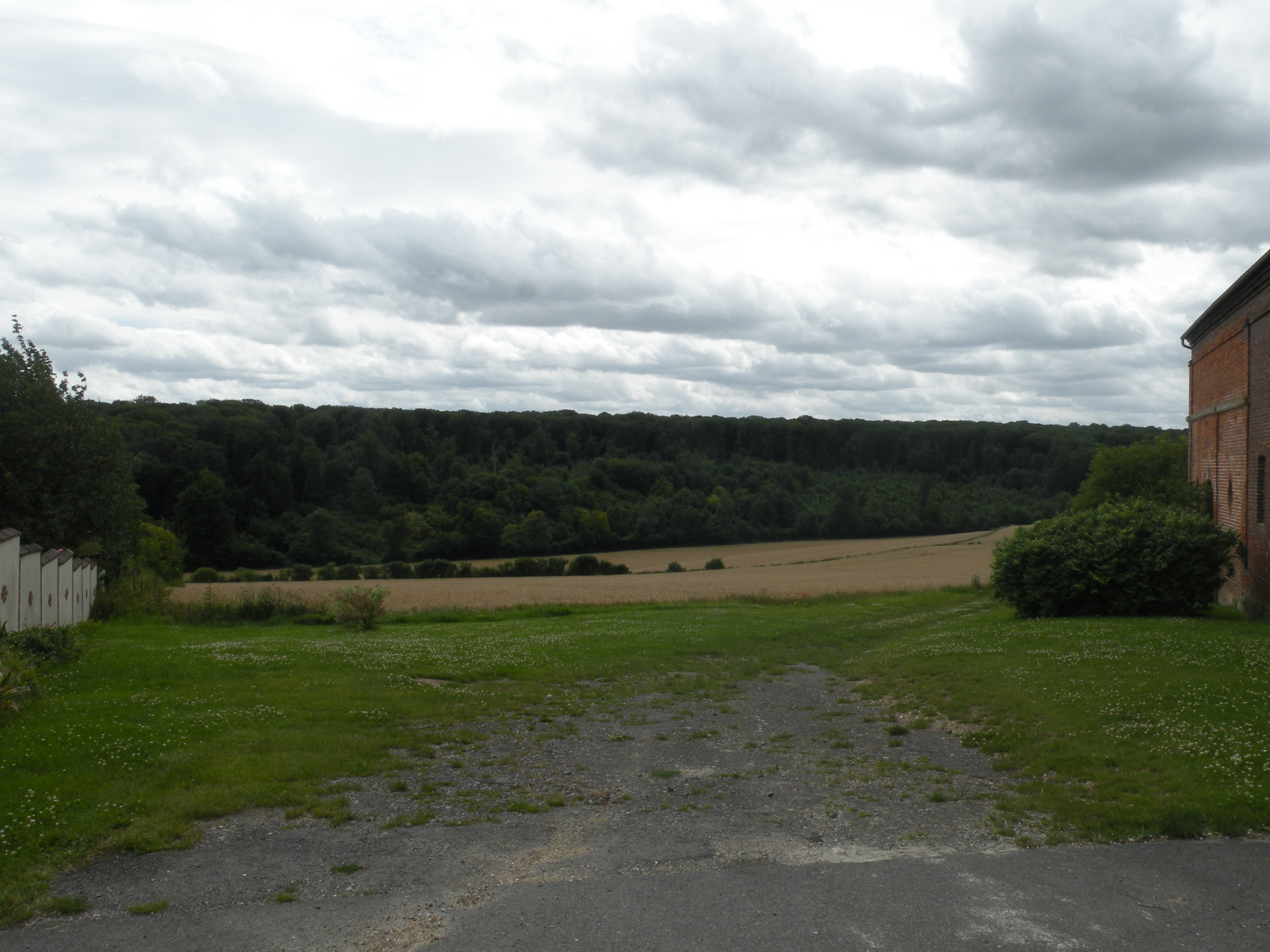
La forêt du Parc de Saint-Quentin.

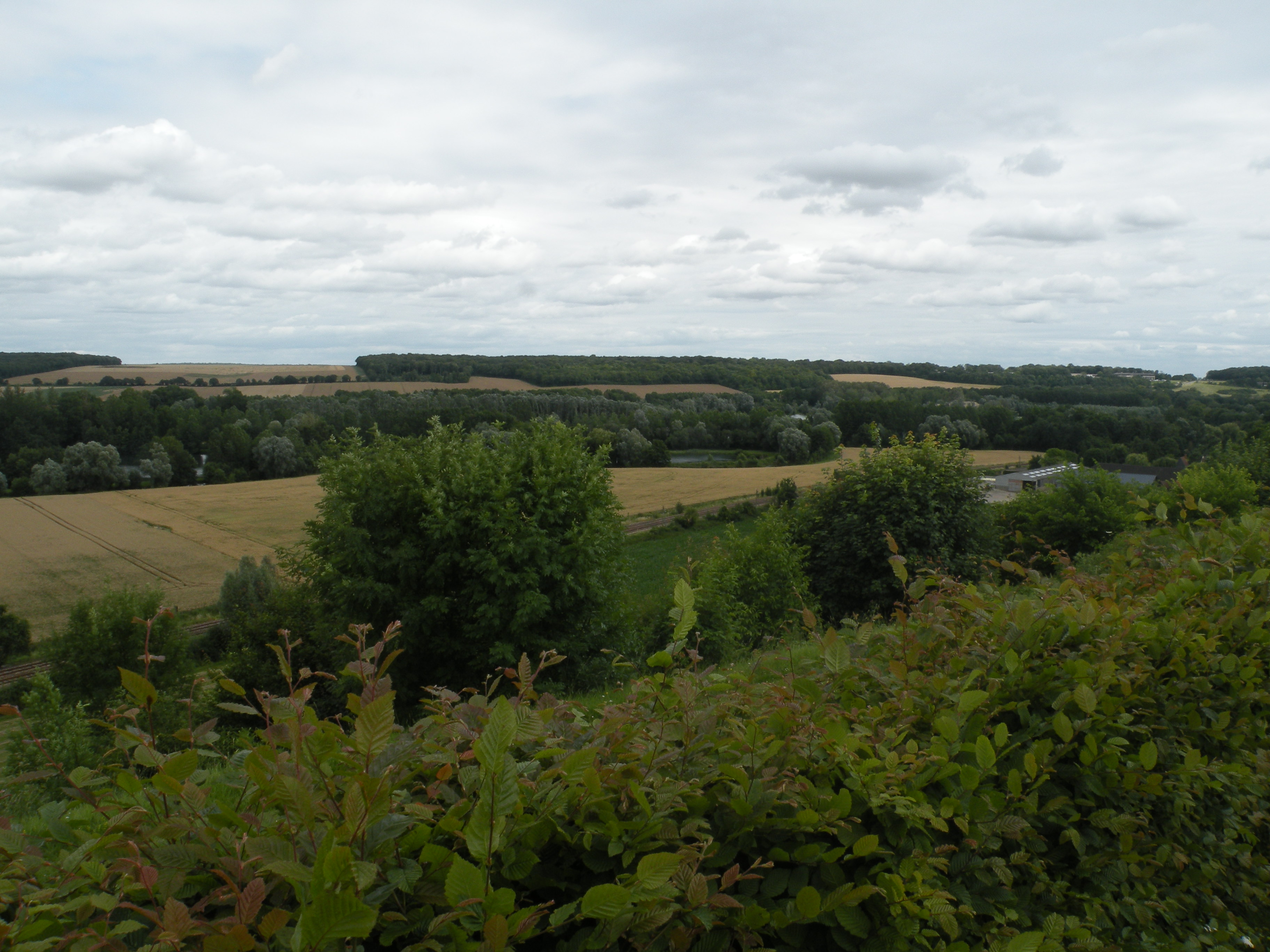
Paysage depuis le village.

La butte de Montmille est classée Natura 2000, dont le site de 9 ha est entretenu par le conservatoire des espaces naturels de Picardie.
Le site de la Vigne Vannier, un larri de 16 ha abrite une riche biodiversité, telle la phalangère rameuse ou des cigales et des  mantes religieuses.

## Urbanisme

### Typologie
Au 1er janvier 2024, Fouquenies est catégorisée commune rurale à habitat dispersé, selon la nouvelle grille communale de densité à sept niveaux définie par l'Insee en 2022.
Elle est située hors unité urbaine. Par ailleurs la commune fait partie de l'aire d'attraction de Beauvais, dont elle est une commune de la couronne,. Cette aire, qui regroupe 162 communes, est catégorisée dans les aires de 50 000 à moins de 200 000 habitants,.

### Occupation des sols
L'occupation des sols de la commune, telle qu'elle ressort de la base de données européenne d'occupation biophysique des sols Corine Land Cover (CLC), est marquée par l'importance des territoires agricoles (46,3 % en 2018), en diminution par rapport à 1990 (51,4 %). La répartition détaillée en 2018 est la suivante : 
forêts (45,7 %), terres arables (32,7 %), prairies (13,6 %), zones urbanisées (4,8 %), eaux continentales (3,3 %). L'évolution de l'occupation des sols de la commune et de ses infrastructures peut être observée sur les différentes représentations cartographiques du territoire : la carte de Cassini (XVIIIe siècle), la carte d'état-major (1820-1866) et les cartes ou photos aériennes de l'IGN pour la période actuelle (1950 à aujourd'hui).

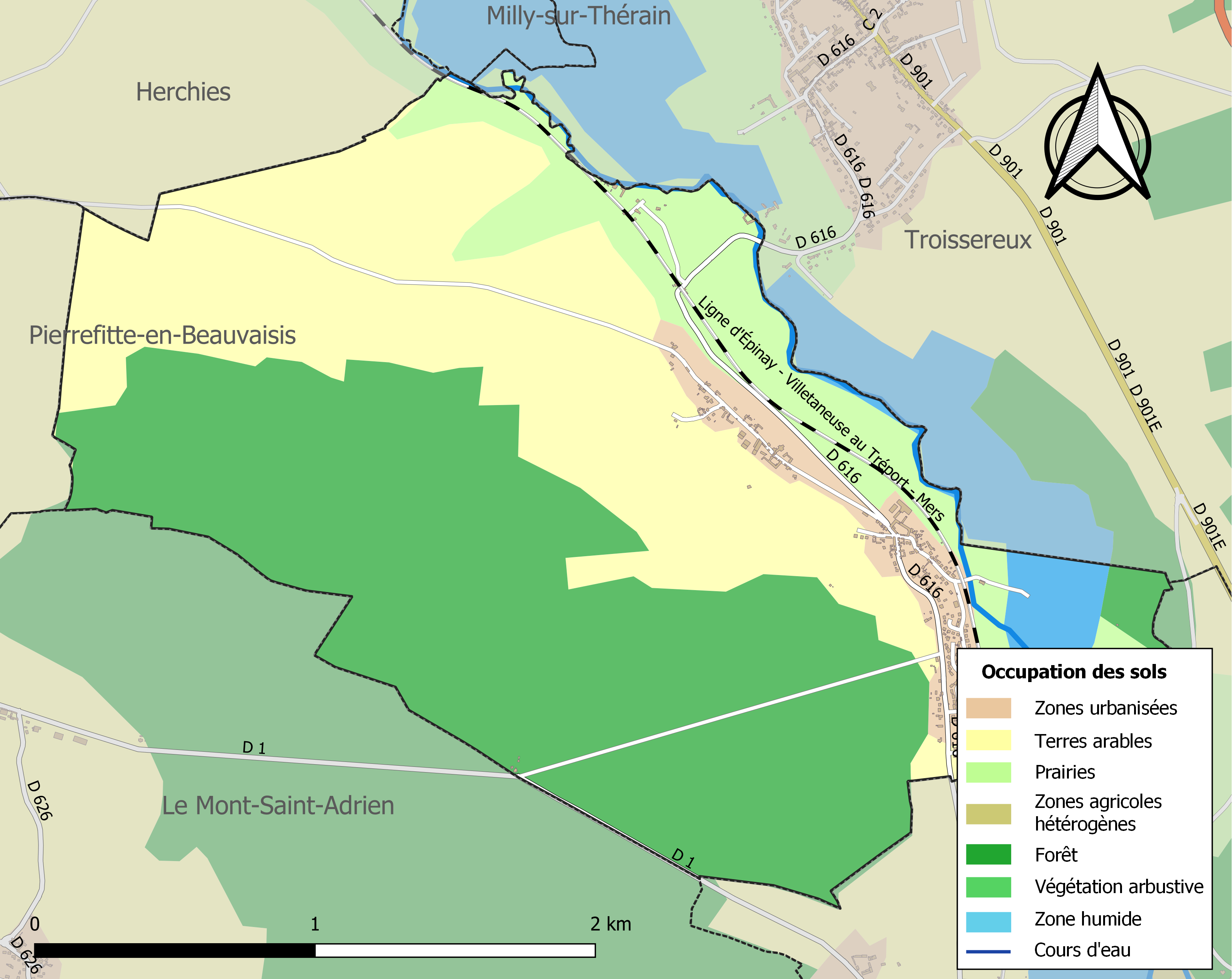
Carte des infrastructures et de l'occupation des sols de la commune en 2018 (CLC).

### Habitat et logement
En 2019, le nombre total de logements dans la commune était de 200, alors qu'il était de 186 en 2014 et de 188 en 2009.
Parmi ces logements, 94,4 % étaient des résidences principales, 1,5 % des résidences secondaires et 4 % des logements vacants. Ces logements étaient pour 93,9 % d'entre eux des maisons individuelles et pour 5,6 % des appartements.
Le tableau ci-dessous présente la typologie des logements à Fouquenies en 2019 en comparaison avec celle de l'Oise et de la France entière. Une caractéristique marquante du parc de logements est ainsi une proportion de résidences secondaires et logements occasionnels (1,5 %) inférieure à celle du département (2,4 %) mais supérieure à celle de la France entière (9,7 %). Concernant le statut d'occupation de ces logements, 83,9 % des habitants de la commune sont propriétaires de leur logement (84,4 % en 2014), contre 61,4 % pour l'Oise et 57,5 pour la France entière.
| Typologie                                               | Fouquenies | Oise | France entière |
| ------------------------------------------------------- | ---------- | ---- | -------------- |
| Résidences principales (en %)                           | 94,4       | 90,4 | 82,1           |
| Résidences secondaires et logements occasionnels (en %) | 1,5        | 2,4  | 9,7            |
| Logements vacants (en %)                                | 4          | 7,1  | 8,2            |

### Voies de communication et transports
Le territoire communal est traversé par la ligne d'Épinay - Villetaneuse au Tréport - Mers, mais la gare de Troissereux - Fouquenies est fermée. La station de chemin de fer la plus proche est la gare de Beauvais, desservie par des trains régionaux TER Hauts-de-France, sur les relations Paris – Beauvais, Beauvais – Abancourt – Le Tréport et Creil – Beauvais. Fouquenies est desservie, en 2023, par des lignes scolaires du réseau Transports en commun de Beauvais et par le service de transport à la demande Corolis à la demande - Zone Centre et par la ligne 612 du réseau interurbain de l'Oise.

## Toponymie
La localité a été désignée sous les noms de Fouquegnies, Foulquenies, Fouquignies, Forsignie et Forsegnies au treizième siècle (Foutigues, Furgentiæ)

## Histoire

### Antiquité
Louis Graves relate que le hameau de Montmille « est célèbre à cause du martyre qu'y subit, le huit janvier 274 (ou 287 selon d'autres), saint Lucien, premier apôtre du Beauvaisis. Aidé de Maxien et de Julien ses compagnons, il avait converti, selon Louvet, trente mille cinq cents hommes, lorsque l'empereur irrité envoya trois de  ses officiers, avec mission de l'arrêter. Le saint, à leur approche, se retira sur le Mont de Mile, mais ses persécuteurs le suivirent et commencèrent par immoler devant lui Julien et Maxien ; ils lui tranchèrent ensuite la tête. 
On a dit qu'après son supplice, saint Lucien se leva de lui-même, traversa le Thérain à Miauroy, ayant sa tête entre-les mains, ce qui signifie, dit Tillemont que son corps fut porté par les fidèles. On lui donna sépulture au lieu où est maintenant l'église de Notre-Dame-du-Thil. La tradition locale dit que le chemin par lequel le saint passa est garni de roses rouges. Il est certain du moins que les haies du marais entre Fouquenies et.Miauroy contiennent des rosiers à fleurs coloriées. 
Maxien et Julien furent inhumés sur le lieu de leur supplice, et l'on bâtit depuis sur leur tombe une église auprès de laquelle on institua un prieuré sous le titre de Saint-Maxien ».

### Moyen Âge
Un prieuré bénédictin est fondé au début du Xe siècle au plus tard. En effet, la paroisse de Fouquenies est attestée depuis 922, et le prieur nomme à la cure, ce qui prouve l'antériorité du prieuré. Celui-ci ainsi que l'église de Montmille sont au titre de Saint-Maxien, et ce n'est qu'au XXe siècle que ce vocable s'efface à la faveur de Saint-Lucien.
Le village de Fouquenies est donné à l'abbaye Saint-Lucien de Beauvais en 922, par Bovon, évêque de Beauvais, qui y avait été religieux.
Un pèlerinage à la crypte de l'église avait lieu durant tout le Moyen Âge.

### Temps modernes
Lors des guerres de religion de la Ligue, Philippe Machue, protestant exploite le moulin à huile, dit des Huguenots et est réuté en avoir fait un refuge pour les protestants du Beauvaisis.

### Époque contemporaine
La commune a été desservie par la gare Troissereux-Fouquenies, mais celle-ci a été supprimée.
Herchies, jusqu'alors un hameau de Fouquenies, est érigé en commune autonome en 1839,
En 1850, la population vivait du bûcheronnage et de l'agriculture.

## Politique et administration

### Liste des maires
| Période                                  | Période                       | Identité            | Étiquette | Qualité                    |
| ---------------------------------------- | ----------------------------- | ------------------- | --------- | -------------------------- |
| Les données manquantes sont à compléter. |                               |                     |           |                            |
| avant 1865                               |                               | M. Palin            |           |                            |
| avant 1892                               |                               | M. Gaudissart       |           |                            |
| Les données manquantes sont à compléter. |                               |                     |           |                            |
| mars 2001                                | mai 2020                      | Jean-Louis Chatelet |           | Retraité de l'enseignement |
| mai 2020                                 | En cours (au 10 octobre 2022) | Henry Gaudissart    |           | Agriculteur retraité       |

## Équipements et services publics

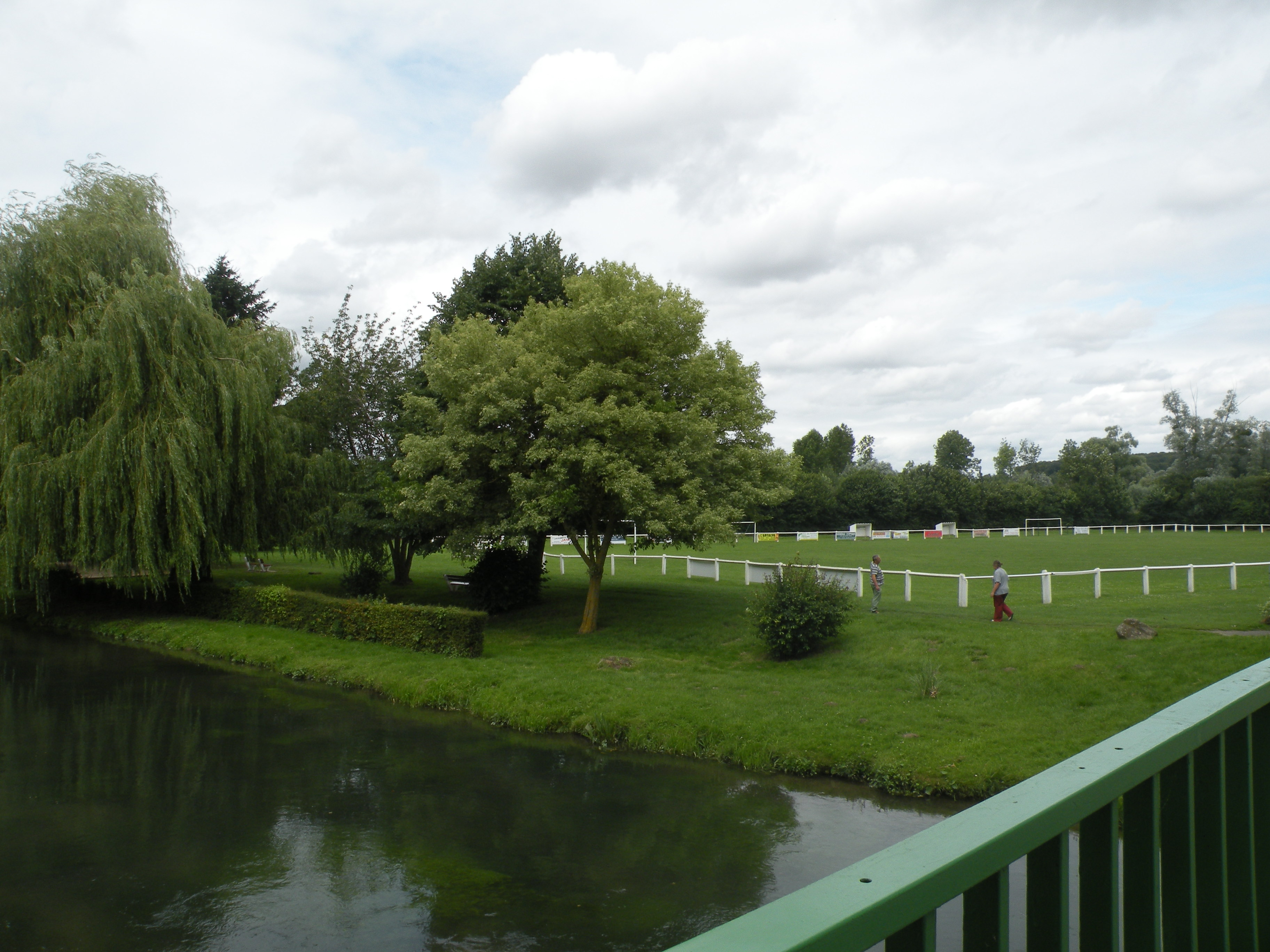
Le terrain de foot et la rivière.

La salle des fêtes de Fouquenies, qui porte le nom de salle Marcel et Olivier Dassault.

## Population et société

### Démographie

#### Évolution démographique
L'évolution du nombre d'habitants est connue à travers les recensements de la population effectués dans la commune depuis 1793. Pour les communes de moins de 10 000 habitants, une enquête de recensement portant sur toute la population est réalisée tous les cinq ans, les populations de référence des années intermédiaires étant quant à elles estimées par interpolation ou extrapolation. Pour la commune, le premier recensement exhaustif entrant dans le cadre du nouveau dispositif a été réalisé en 2006.

En 2022, la commune comptait 405 habitants, en évolution de −4,93 % par rapport à 2016 (Oise : +0,87 %, France hors Mayotte : +2,11 %).
| 1793 | 1800 | 1806 | 1821 | 1831 | 1836 | 1841 | 1846 | 1851 |
| ---- | ---- | ---- | ---- | ---- | ---- | ---- | ---- | ---- |
| 463  | 422  | 535  | 516  | 522  | 479  | 208  | 212  | 209  |

| 1856 | 1861 | 1866 | 1872 | 1876 | 1881 | 1886 | 1891 | 1896 |
| ---- | ---- | ---- | ---- | ---- | ---- | ---- | ---- | ---- |
| 190  | 180  | 166  | 151  | 162  | 176  | 156  | 151  | 176  |

| 1901 | 1906 | 1911 | 1921 | 1926 | 1931 | 1936 | 1946 | 1954 |
| ---- | ---- | ---- | ---- | ---- | ---- | ---- | ---- | ---- |
| 161  | 187  | 157  | 147  | 180  | 180  | 164  | 218  | 213  |

| 1962 | 1968 | 1975 | 1982 | 1990 | 1999 | 2006 | 2011 | 2016 |
| ---- | ---- | ---- | ---- | ---- | ---- | ---- | ---- | ---- |
| 212  | 218  | 534  | 530  | 434  | 439  | 445  | 427  | 426  |

| 2021 | 2022 | - | - | - | - | - | - | - |
| ---- | ---- | - | - | - | - | - | - | - |
| 413  | 405  | - | - | - | - | - | - | - |

La chute démographique constatée entre 1836 et  1841 s'explique par la création d'Herchies, dont la population était jusqu'alors comptabilisée dans Fouquenies.

#### Pyramide des âges
La population de la commune est relativement âgée.
En 2018, le taux de personnes d'un âge inférieur à 30 ans s'élève à 26,1 %, soit en dessous de la moyenne départementale (37,3 %). À l'inverse, le taux de personnes d'âge supérieur à 60 ans est de 35,2 % la même année, alors qu'il est de 22,8 % au niveau départemental.
En 2018, la commune comptait 204 hommes pour 225 femmes, soit un taux de 52,45 % de femmes, légèrement supérieur au taux départemental (51,11 %).
Les pyramides des âges de la commune et du département s'établissent comme suit.
| Hommes | Classe d’âge | Femmes |
| ------ | ------------ | ------ |
| 0,0    | 90 ou +      | 0,5    |
| 7,9    | 75-89 ans    | 10,4   |
| 29,2   | 60-74 ans    | 22,5   |
| 24,7   | 45-59 ans    | 26,0   |
| 13,7   | 30-44 ans    | 12,9   |
| 11,3   | 15-29 ans    | 12,5   |
| 13,2   | 0-14 ans     | 15,1   |

| Hommes | Classe d’âge | Femmes |
| ------ | ------------ | ------ |
| 0,5    | 90 ou +      | 1,4    |
| 5,5    | 75-89 ans    | 7,6    |
| 15,6   | 60-74 ans    | 16,3   |
| 20,8   | 45-59 ans    | 20     |
| 19,4   | 30-44 ans    | 19,4   |
| 17,6   | 15-29 ans    | 16,2   |
| 20,6   | 0-14 ans     | 19,1   |

## Culture locale et patrimoine

### Lieux et monuments

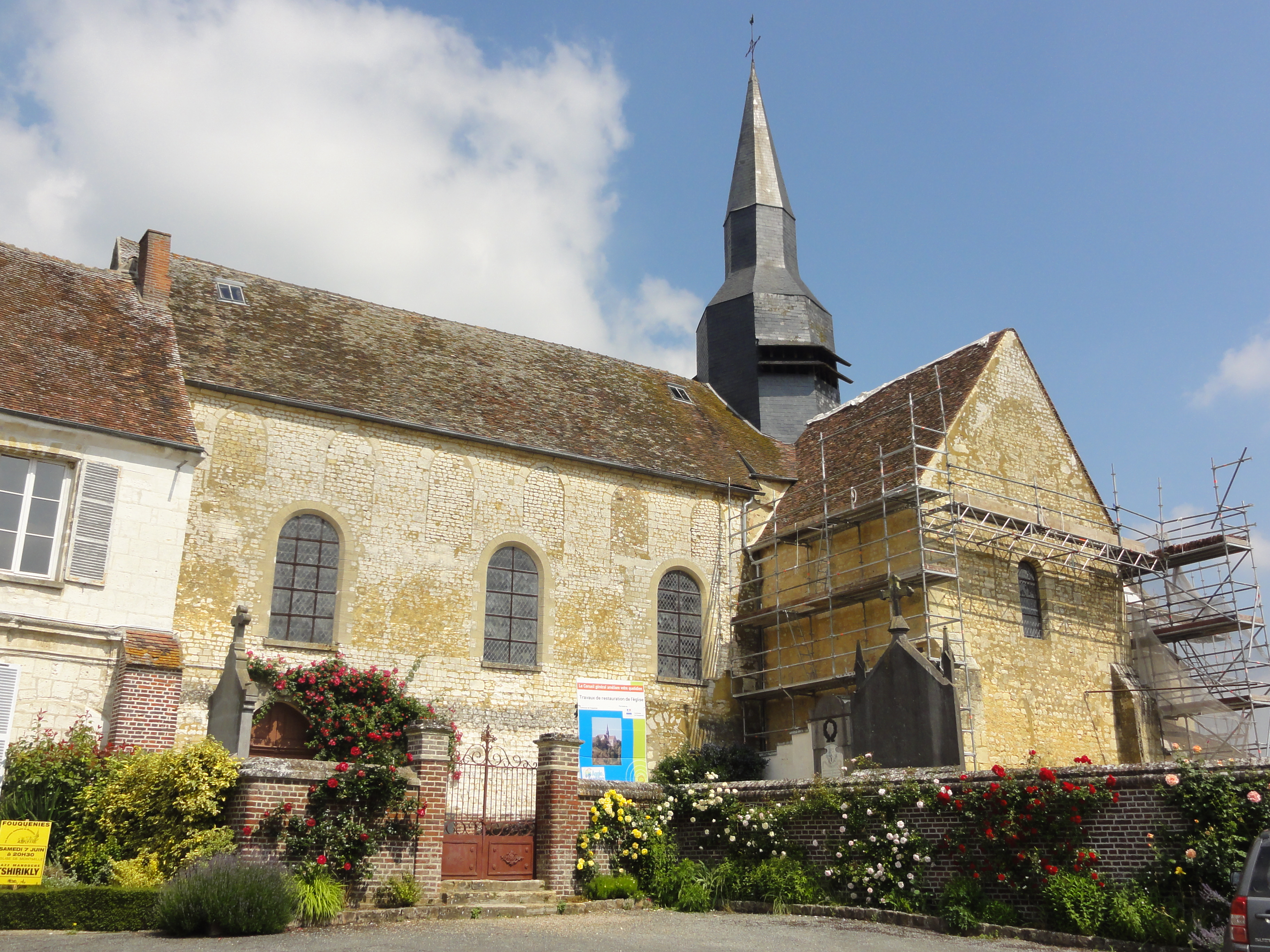
L'église de Montmille.

Fouquenies compte un monument historique sur son territoire : 
- Église Saint-Lucien de Montmille (classée monument historique par arrêté du 28 novembre 1913[34]) : Implantée au sommet d'une colline dominant la vallée du Thérain, le mont Mille, elle perpétue le souvenir du martyre de saint Lucien, patron du Beauvaisis, qui a été torturé par des soldats romains près de l'actuelle église car ne voulant pas renier son dieu. Auparavant, ses deux disciples saint Maxien et saint Julien avaient été décapités à l'emplacement de la crypte de l'église, et ils ont été enterrés sur place, avant de rejoindre ultérieurement la sépulture de saint Lucien à l'abbaye Saint-Lucien de Beauvais. Des reliques restent néanmoins à Montmille. 
L'église actuelle, qui devrait succéder à une première chapelle, se rattache à l'architecture de tradition carolingienne, et est généralement datée du XIe siècle. La nef, qui était initialement flanquée de bas-côtés, possédait d'étroites grandes arcades en plein cintre parfaitement nues, et des fenêtres latérales plus grandes qu'à la période romane, situées tout en haut des murs. Ces caractéristiques typiquement carolingiennes permettent de la considérer comme la partie la plus ancienne de l'église, et rendent plausibles une construction dès la fin du Xe siècle. 
Le transept et le chœur sont légèrement plus récents, moins élevés et moins larges, mais le chœur bénéficie primitivement d'un voûtement d'arêtes, comme toujours la crypte qui se situe immédiatement en dessous. Cette crypte est remarquable pour son ancienneté, la rareté de constructions de ce type dans le département, et son caractère authentique : tout le reste de l'église a effectivement été profondément transformé au milieu du XIXe siècle. C'est en même temps un lieu spirituel de haute importance, comme toute l'église, ce qui motive le rétablissement du pèlerinage en 1847, et l'érection de Montmille en paroisse[35],[36],[37].

L'église Saint-Lucien de Montmille
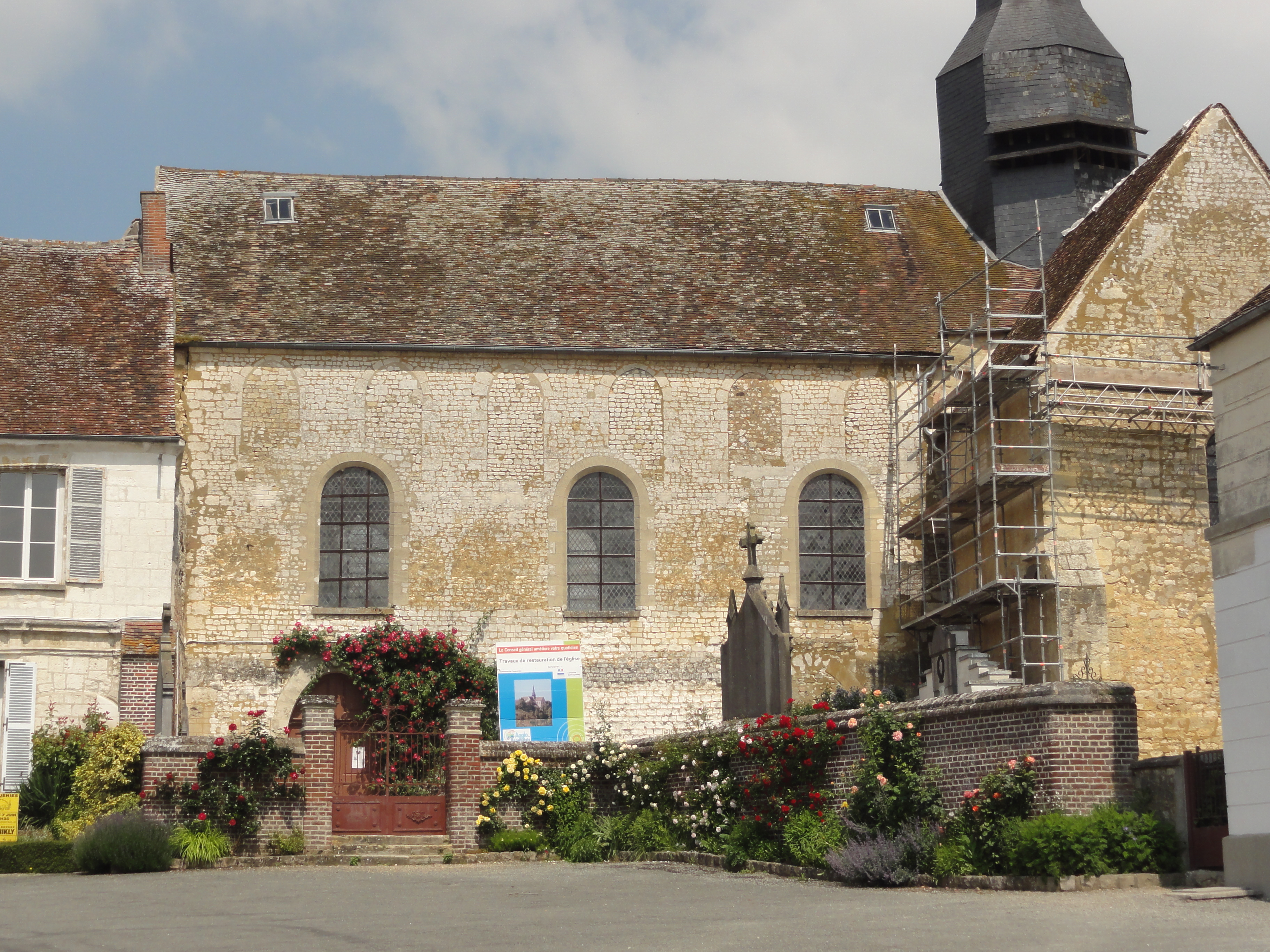
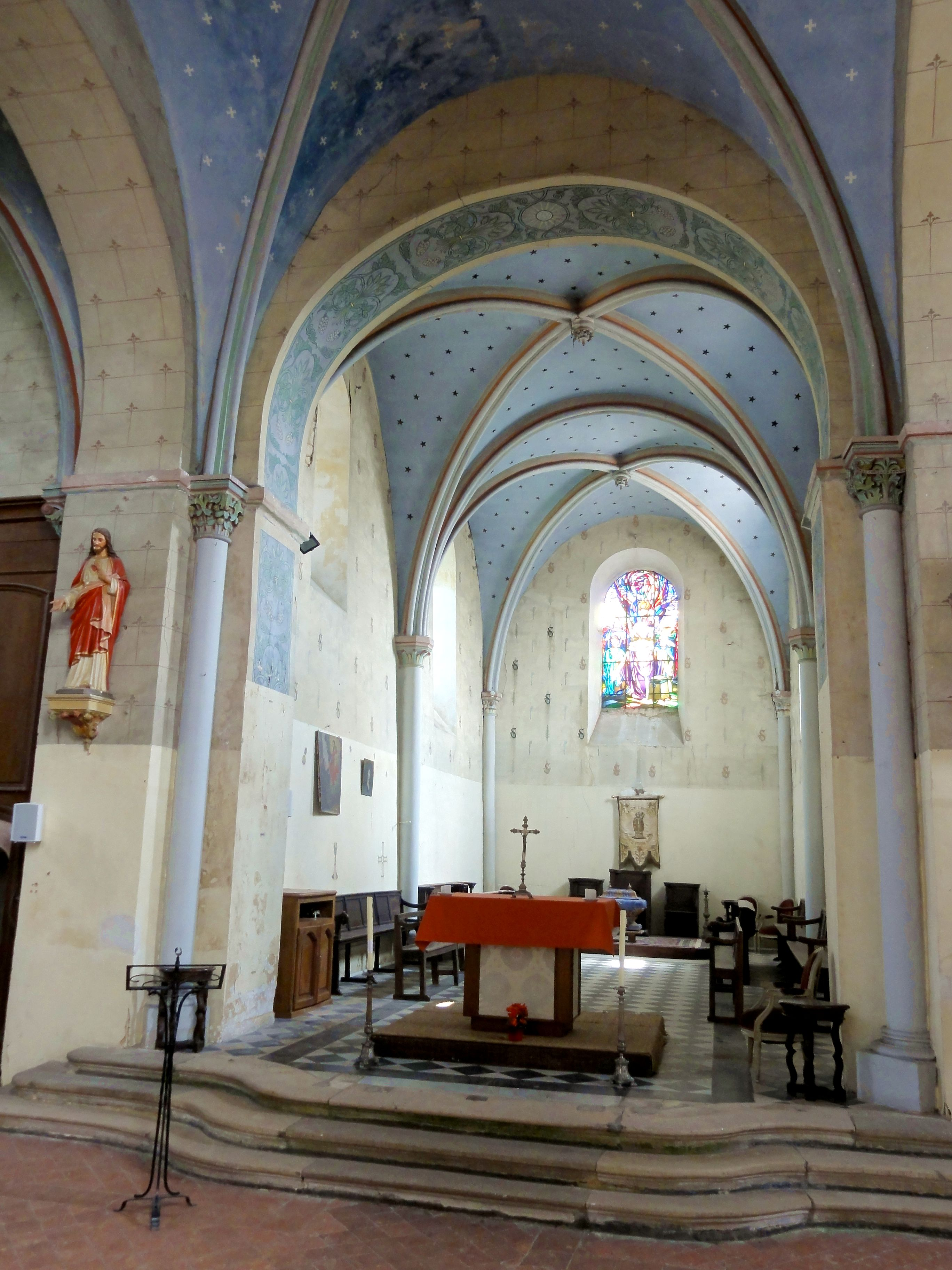
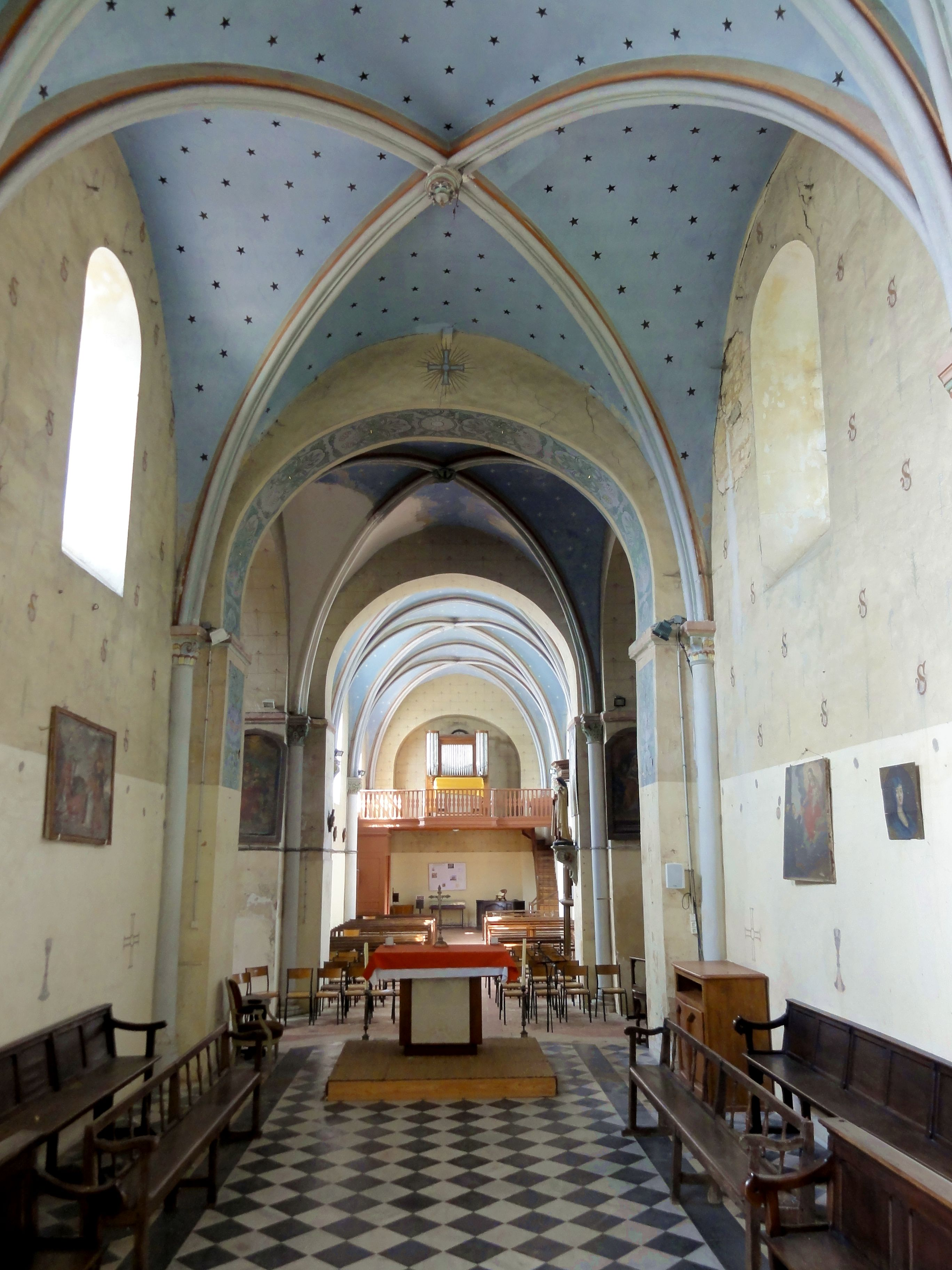
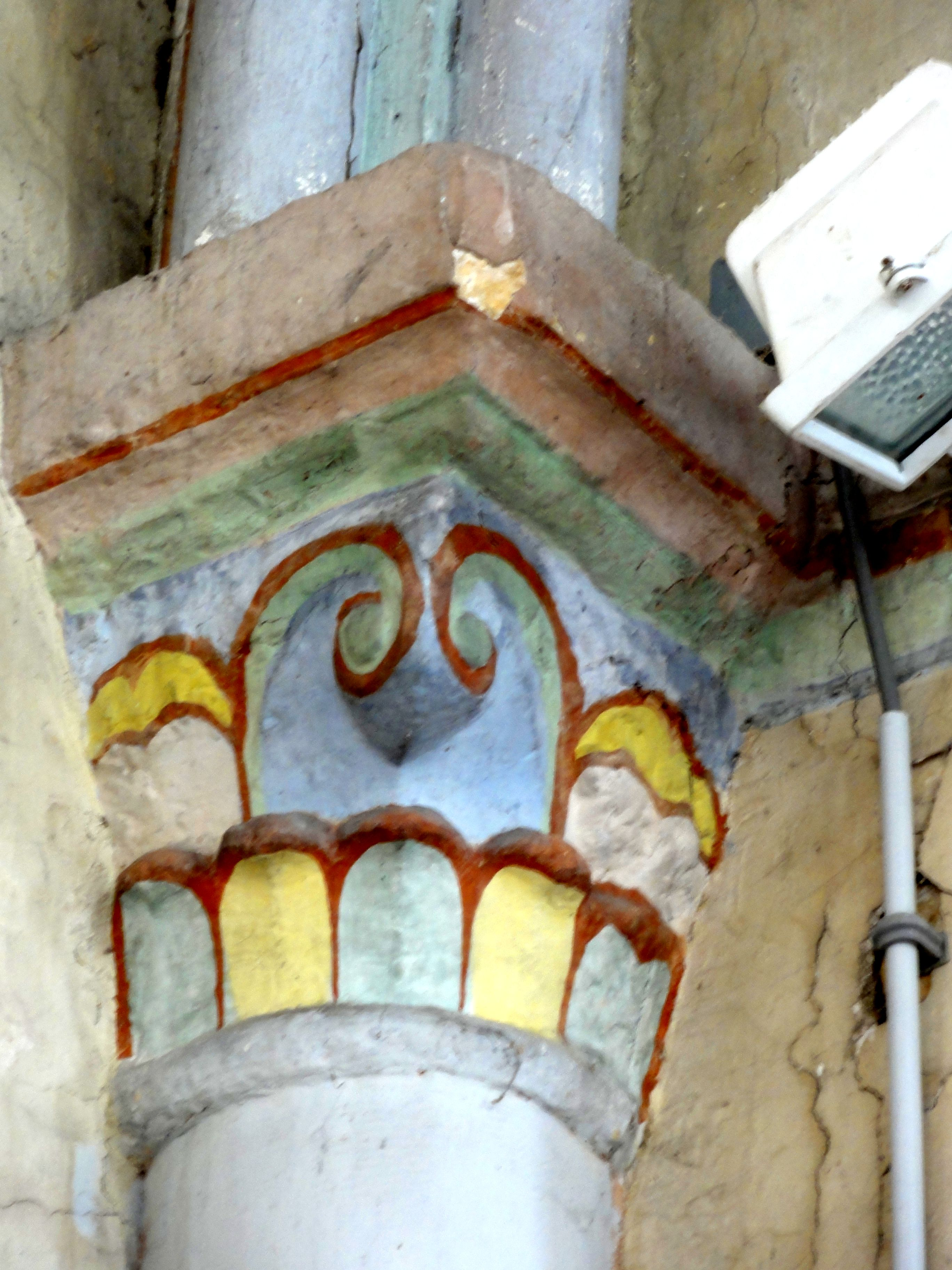
Chapiteau.
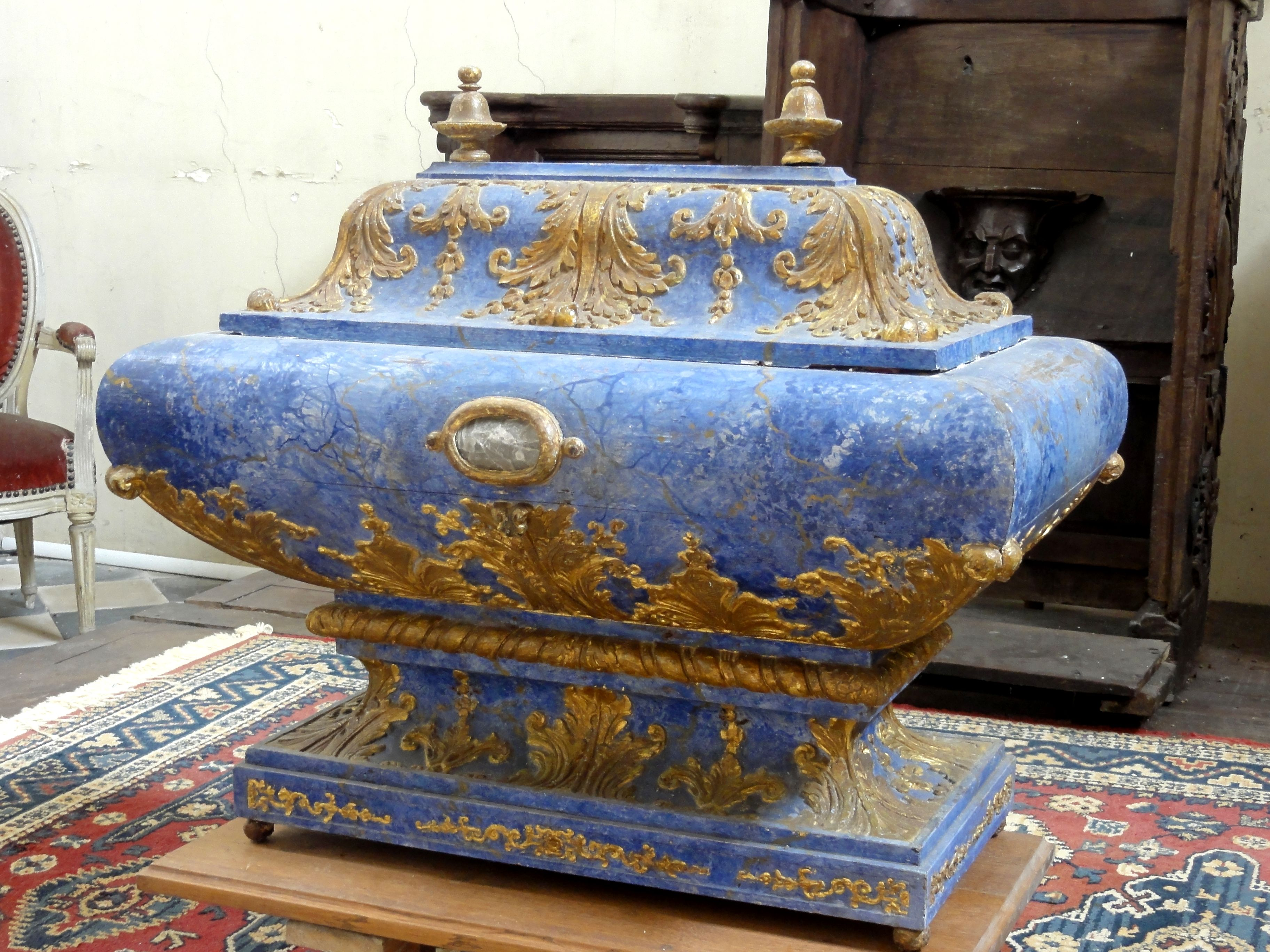
Chasse de Saint-Lucien.
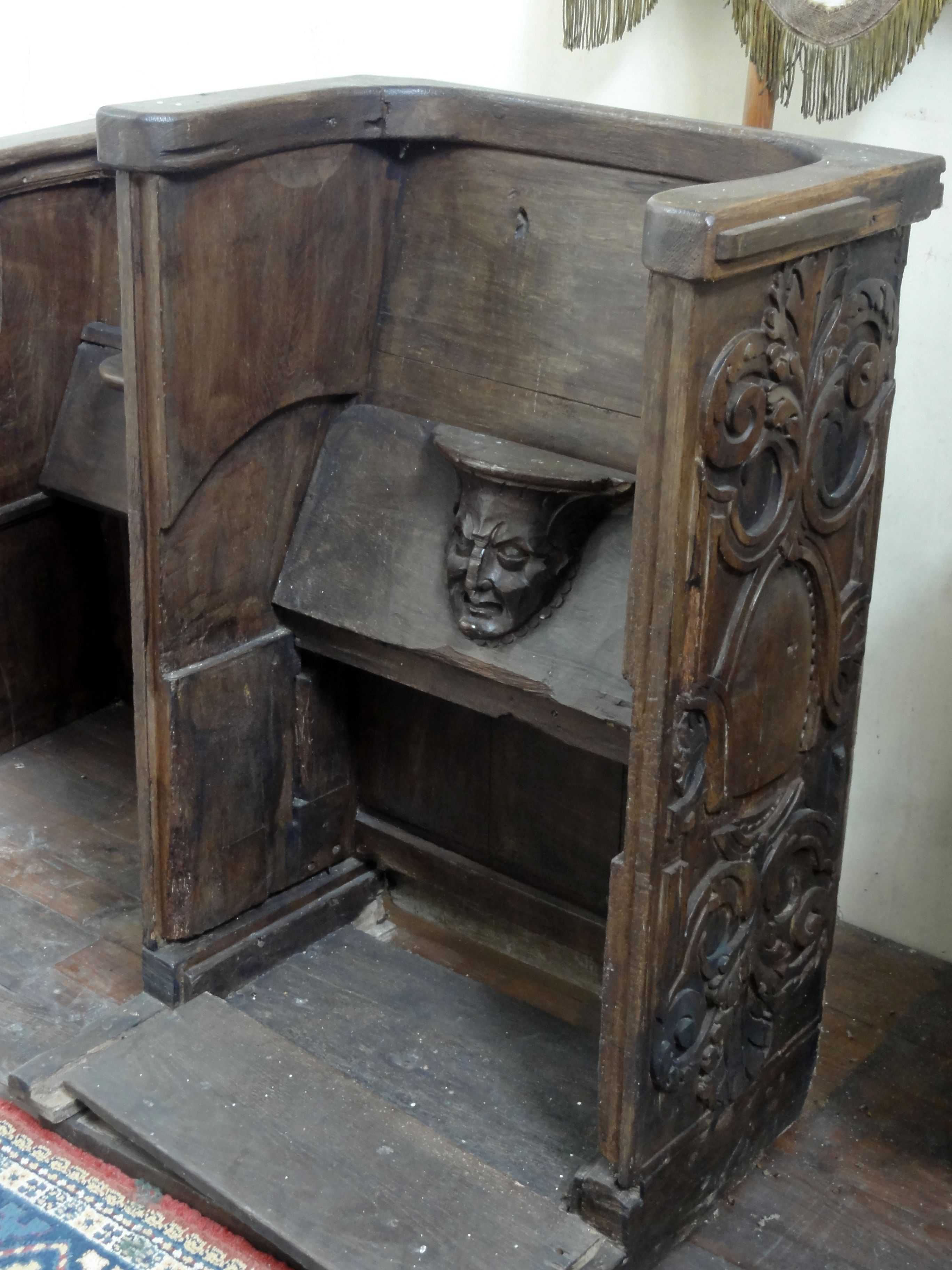
Miséricorde (stalle)
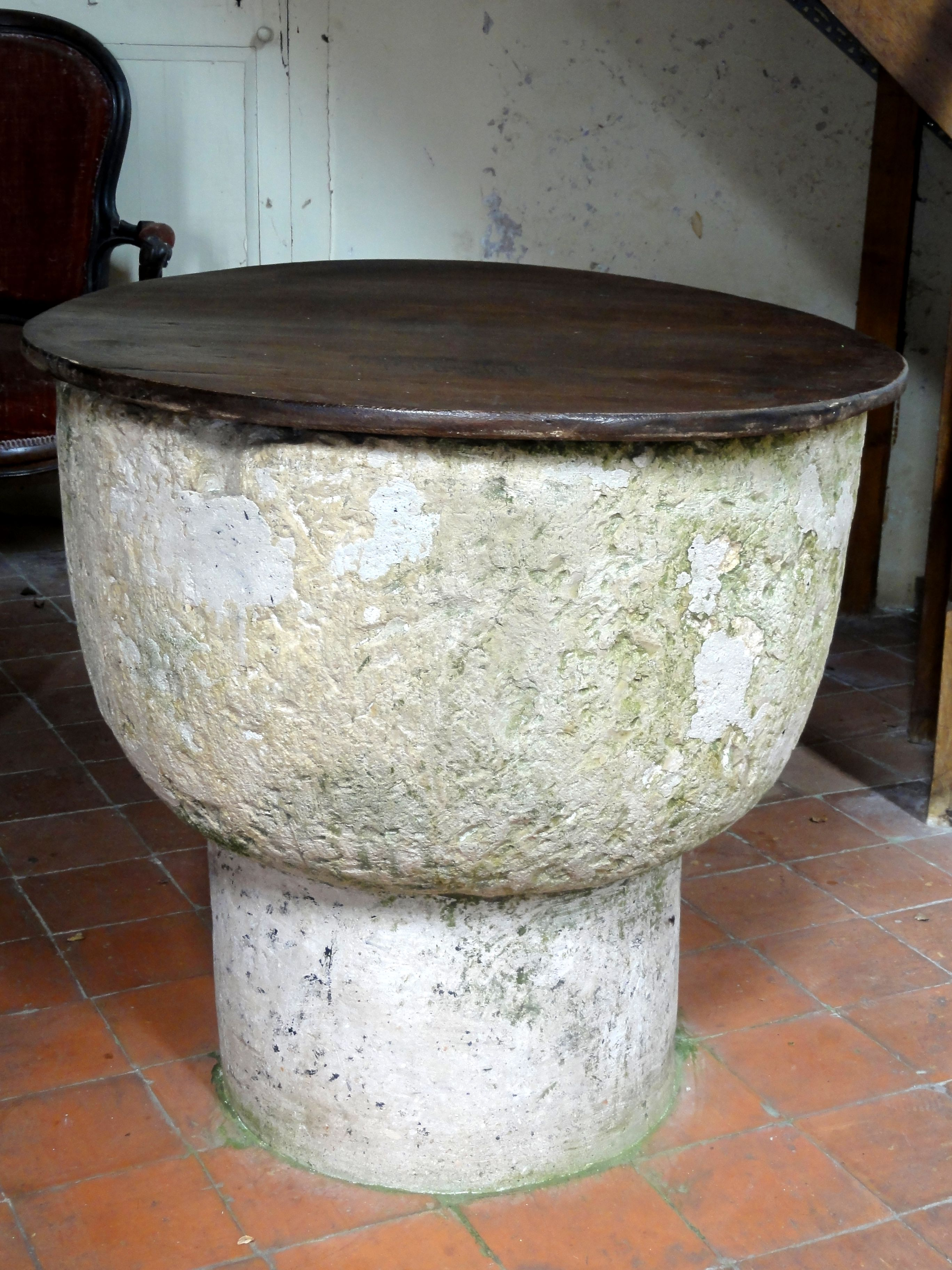
Fonts baptismaux
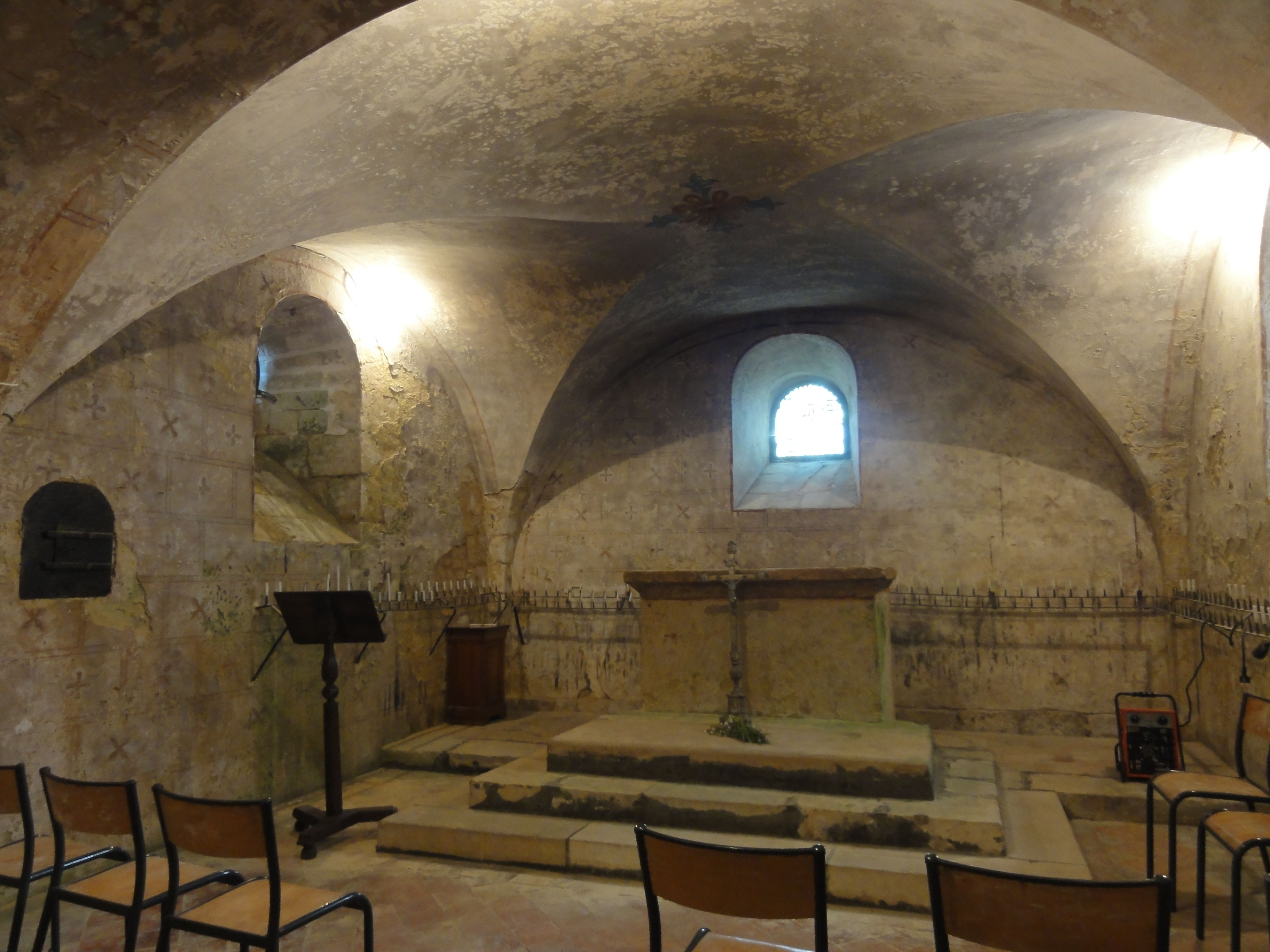
La crypte.

On peut également signaler :
- Ancien prieuré Saint-Maxien de Montmille : la rue principale du hameau de Montmille passe par son porche.
- Église Saint-Lambert de Fouquenies
- Ancien moulin à foulon, dit moulin des Forges et moulin des Huguenots, moulin à huile Sébire-Palin, sur le Thérain
Ses bâtiments s'organisent autour d'une cour fermée, avec le moulin proprement dit  construit en pan de bois et torchis, majoritairement remplacé par un crépi ciment et couvert d'un toit en ardoise, à longs pans et croupes. Sur son pignon est adossé la cage de la roue, simplement construite en brique et couverte d'un appentis. En retour, se trouvent les dépendances, sous lesquels passe le canal de fuite[24].
- le circuit de randonnée "points de vue et étangs de Milly sur Thérain" passe par Fourquenies

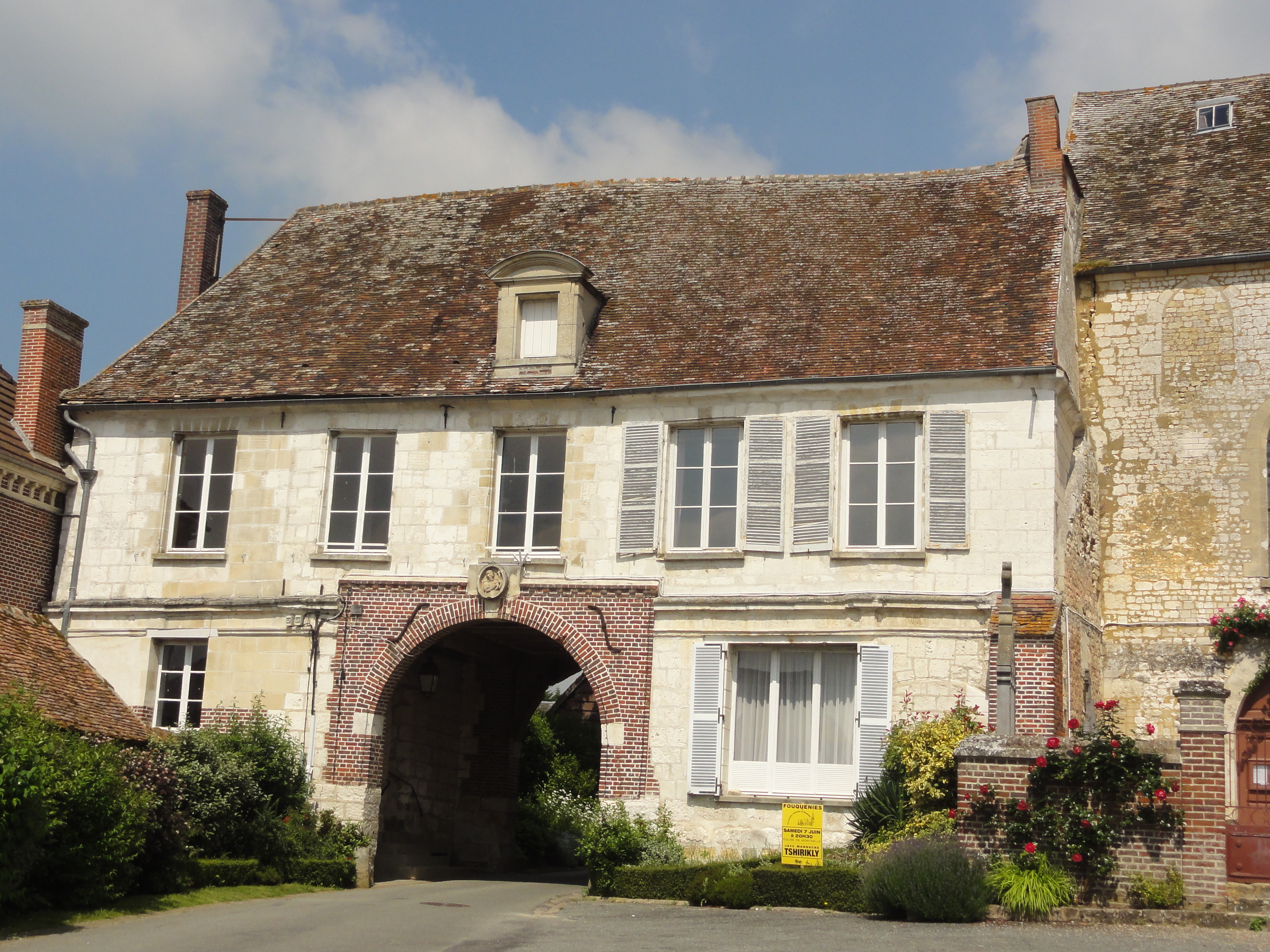
Le prieuré de Montmille, jouxtant l'église.
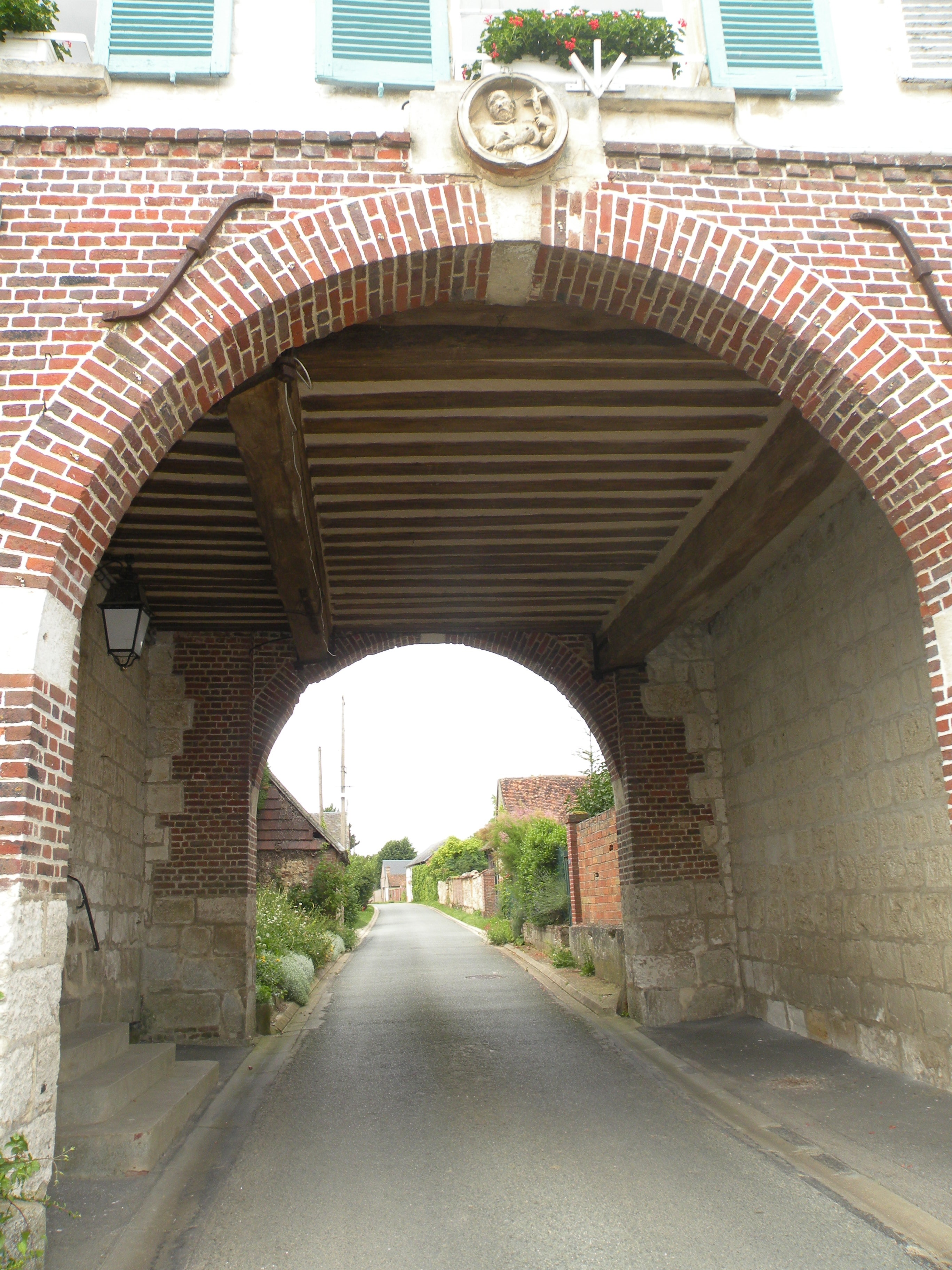
Passage de la route sous le porche du Prieuré
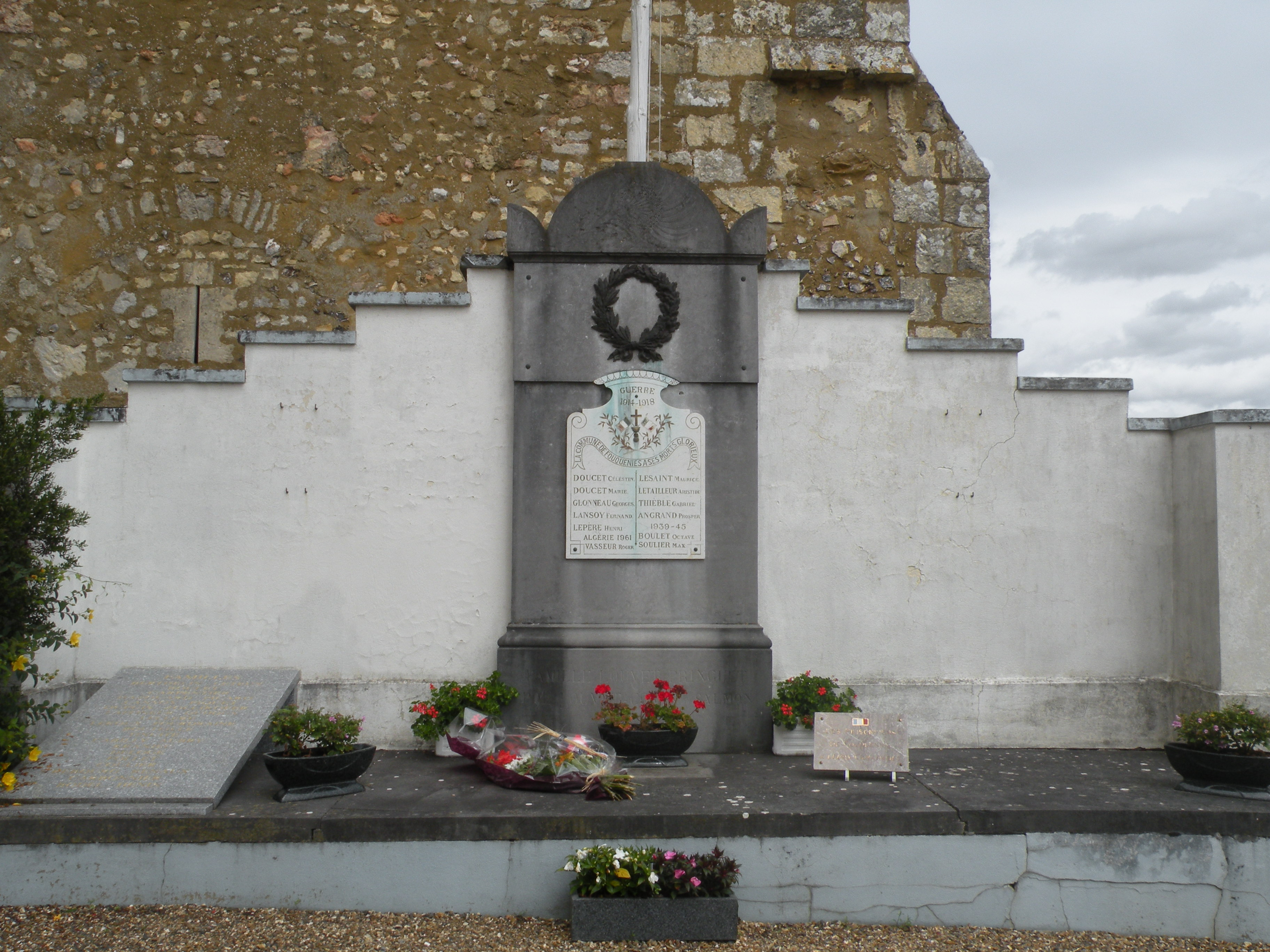
Monument aux morts.
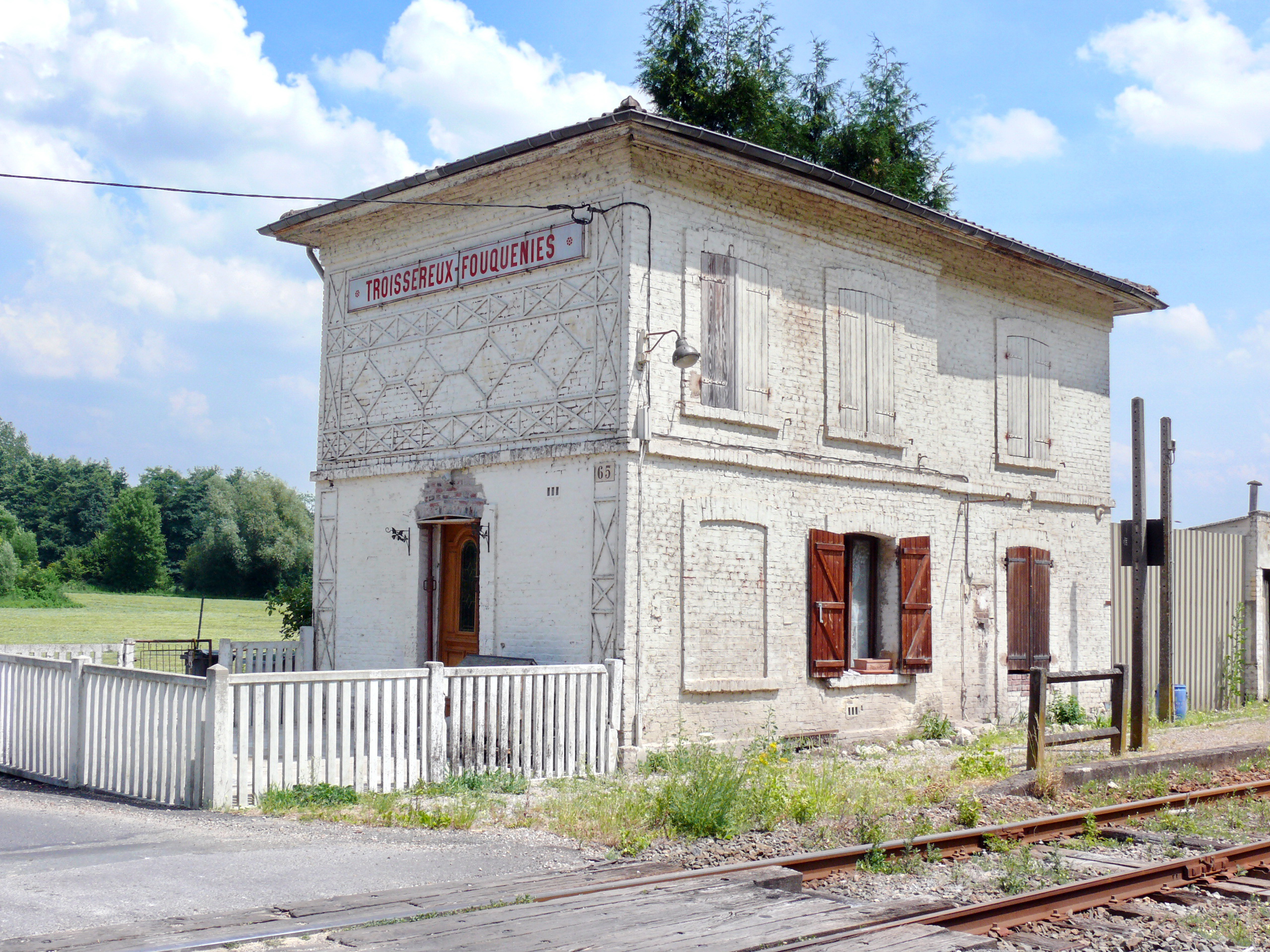
L'ancienne gare de Troissereux-Fouquenies.

### Personnalités liées à la commune
- Lucien de Beauvais : saint catholique et orthodoxe, qui vécut au IIIe siècle et vint évangéliser la Gaulle. Il fut le premier évêque de Beauvais avant d'être décapité à Montmille. Sa légende raconte que Lucien aurait descendu la colline « décapité avec sa tête sous le bras »[16]. Le lieu du martyre s'appelle la Rosière.
- Aimé Clariond (1894-1959) : célèbre acteur français des années 1930 à 1950 est inhumé dans le cimetière de la commune.